# Paudge Connolly
Paudge Connolly (* 23. September 1953 in Monaghan) ist ein früherer irischer Politiker. Von 2002 bis 2007 war er Teachta Dála im Dáil Éireann, im Unterhaus des irischen Parlaments.
Connolly war psychiatrische Pflegekraft und Gewerkschaftssekretär im Gesundheitsbereich bei der Gewerkschaft SIPTU. Er wurde bei den Wahlen zum Dáil Éireann 2002 für den Wahlkreis Cavan–Monaghan als unabhängiger Kandidat gewählt. Diesen Sitz verlor er aber bei den Wahlen 2007. Connolly wurde aber bei den Kommunalwahlen 2009 in den Monaghan County Council gewählt. Diesen Sitz konnte er 2014 und 2019 verteidigen, verlor ihn jedoch 2024.
Connolly ist mit seiner Frau Winnie verheiratet, mit der er vier Söhne hat. 